# Flăcări pe comori
Flăcări pe comori este un film românesc din 1988 regizat de Nicolae Mărgineanu, inspirat din romanul Arhanghelii de Ion Agârbiceanu. Rolurile principale au fost interpretate de actorii Mircea Albulescu, Claudiu Bleonț, Remus Mărgineanu și Anca Dincă.

## Rezumat
Acțiunea filmului se petrece în jurul celei mai bogate mine de aur din Roșia Montană.

## Distribuție
- Mircea Albulescu — Iosif Rodean, proprietarul minei „Arhanghelii”[4]
- Claudiu Bleonț — Vasile Mureșan, elev
- Remus Mărgineanu — Mârza, minerul cel aprig
- Anca Dincă — Ilenuța Rodean, fiica cea mică a lui Iosif Rodean
- Imola Gáspár — crâșmărița
- Mircea Diaconu — chelnerul
- Valentin Uritescu — Pruncu, asociatul lui Rodean la mina „Arhanghelii”
- Lucia Mara — Marina Rodean, soția lui Iosif Rodean
- Magda Catone — Maria Rodean, fiica cea mare a lui Iosif Rodean
- Tudor George — Gheorghe (Ghiță) Rodean, fiul lui Iosif Rodean, inginer de mine
- Melania Ursu — țăranca văduvă, mama minerului Grigoraș
- Vasile Nițulescu — tatăl lui Vasile Mureșan
- Petre Simionescu — Pascu, preot profesor la liceul din Blaj
- Petronela Mîrza — fata crâșmăriței
- Marian Negrescu
- Radu Vaida — Grigoraș, minerul care moare în mină
- Doru Ana — minerul cu mustață care-l urmărește pe Mârza
- Ion Haiduc — Ierotei, miner (menționat Ioan Haiduc)
- Nae Gheorghe Mazilu — badea Verti, miner
- Dumitru Palade — miner
- Stelian Nistor
- Felix Anton Rizea
- Constantin Duțu
- Mihai Dinvale — Marcu, bancher, soțul Mariei Rodean
- Mihai Cafrița — avocat, pretendentul Ilenuței
- Mihai Constantin — Bogdan, elev, fostul coleg al lui Mureșan
- Florentin Dușe
- George Negoescu — Visalon, paznicul liceului
- József Bíró — ofițerul de jandarmi maghiar din Blaj
- Radu Basarab
- Peter Schuch
- Ovidiu Schumacher — jucător de cărți
- Eugen Harizomenov
- Ileana Portase
- Claudiu Oblea
- Gabriel Băcioiu
- Viorel Ludușan
- Ovidiu Băcioiu
- Dorin Tomuș
- Mihai Gruia Sandu — jucător de cărți (nemenționat)
- Mihai Bisericanu — valetul de la cazinou (nemenționat)
- Zaharia Volbea — jucător de cărți bătrân (nemenționat)

## Producție
Filmul este produs de Casa de filme Patru.

## Primire
Filmul a fost vizionat de 1.293.188 de spectatori în cinematografele din România, după cum atestă o situație a numărului de spectatori înregistrat de filmele românești de la data premierei și până la data de 31 decembrie 2014 alcătuită de Centrul Național al Cinematografiei.

## Premii
- Premiul de regie la Festivalul Național al filmului de la Costinești.[6]

## Legături externe
- Flăcări pe comori la Internet Movie Database
- Flăcări pe comori la CineMagia